# Melaza de granada
La melaza de granada es un líquido viscoso usado como aliño en ciertas gastronomías de Oriente Medio, África y el Mediterráneo para aportar un sabor dulce y ligeramente ácido a los platos. Se prepara a base de reducir el jugo extraído de la granada agria (Punica granatum), evaporándose el líquido hasta que espese y se concentre en un jarabe. Asimismo, suele agregarse azúcar, aunque es posible preparar la melaza con los azúcares de la propia fruta. A pesar de su nombre, no es una melaza (en el sentido de que es un derivado de la caña de azúcar), pero sí posee una textura y dulzor similar. 
En persa se conoce como رب انار (rob e ænar), en árabe دبس الرمّان (dibs rummán), en turco nar ekşisi, y en azerí narşərab (narsharab). En inglés se lo conoce como pomegranate molasses, y en castellano también se encuentra como jarabe de granada, sirope de granada o concentrado de granada. 

## Preparación
Se extrae el jugo de la granada en primer lugar. Para ello, es importante separar las pequeñas semillas de sus arilos, que es la envoltura carnosa, ya que las semillas amargan el jugo y lo hacen inservible. Este procedimiento se puede realizar con un colador. Ciertos fabricantes de melaza de granada de mala calidad no separan correctamente los arilos de la cáscara, por lo que quedan unas melazas excesivamente amargas.
Una vez extraído el jugo, se cuece a fuego lento junto con azúcar blanca fina o en polvo (opcional; proporción aproximada 4:1). También si se desea se puede agregar jugo de limón, para aportar un toque cítrico.

## Usos
La melaza de granada se usa en las gastronomías armenia, georgiana, iraní, libanesa, siria, turca... y otras muchas de Oriente Medio. Se utiliza en fesenyān iraní y el dolma turco. También como aliño para varias ensaladas como la çoban salatası o el fattush. Asimismo, se suele usar como aderezo final en el baba ganush y el muhammara, típicos de Siria, para darles un toque dulce y agrio.
Combina bien con las berenjenas, la carne de pollo y el queso fresco. También es útil para elaborar vinagretas, postres, marinar o adobar carnes o endulzar en batidos.
Otro posible uso es en cócteles. No obstante, ya existe otro producto en coctelería con sabor dulce a granada y textura viscosa, la granadina, que en esencia es el mismo producto (granada y azúcar). 